# D̓
Cette page contient des caractères spéciaux ou non latins. S’ils s’affichent mal (▯, ?, etc.), consultez la page d’aide Unicode.
D̓ (minuscule : d̓), appelé D virgule suscrite, est une lettre latine utilisée dans l’écriture du nitinaht.
Il s’agit de la lettre D diacritée d’une virgule suscrite.

## Représentations informatiques
Le D virgule suscrite peut être représenté avec les caractères Unicode suivants : 
- décomposé (latin de base, diacritiques) :

| formes    | représentations | chaînes de caractères | points de code | descriptions                                          |
| --------- | --------------- | --------------------- | -------------- | ----------------------------------------------------- |
| capitale  | D̓               | D◌̓                    | U+0044 U+0313  | lettre majuscule latine D diacritique virgule en chef |
| minuscule | d̓               | d◌̓                    | U+0064 U+0313  | lettre minuscule latine d diacritique virgule en chef |

## Sources
- L’Alphabet diidiitidq, FirstVoices.ca